# Чёрная таверна
«Чёрная таверна» (кит. трад. 黑店, палл. Хэй дянь, англ. The Black Tavern) — гонконгский боевик 1972 года, поставленный режиссёром Е Жунцзу по сценарию Е Ифана на студии братьев Шао. В главных ролях Ши Сы, Кан Хуа и Ку Фэн.

## Сюжет
Однажды, в один зимний день, старый нищий заходит в таверну и рассказывает посетителям историю чиновника Хай Ганфэна, только что получившего крупную взятку, и теперь, по слухам, путешествующего по стране с большим богатством. С тех пор воры и убийцы идут по следам богача. Один из них, Чжа Сяоюй, спасает путешественника. Чиновник, его слуги и Сяоюй находят пристанище в таверне, чьи владельцы, по-видимому, людоеды. Они также узнают о деньгах Ганфэна, которые он должен носить с собой, но становится ясно, что чиновник на самом деле мастер кнута Чжэн Шоушань, так что обитатели таверны теряют свои жизни один за другим. Помимо тех, кто слышал историю о золоте, есть настоящий Хай Ганфэн, прибывший в гостиницу. Сяоюй понимает, что находится не на той стороне, поскольку Шоушань лишь убийца, которого интересуют деньги чиновника. Тем не менее, информация о Ганфэне оказывается слита кем-то, кто надеется собрать всю нечисть боевого мира, чтобы избавиться от неё раз и навсегда. А потому начинается последняя битва...

## В ролях
- Ши Сы[англ.] — Чжан Цайпин
- Кан Хуа[кит.] — Чжа Сяоюй
- Ку Фэн — Чжэн Шоушань
- Юй Фэн[кит.] — третья госпожа Дэн
- Ван Ся[фр.] — Гао Шаньфэн
- Цзян Лин — Цзинлу
- Го Чжуцин — Цзинхун
- Дин Сэк[англ.] — буддийский монах
- Ян Чжицин — Хай Ганфэн, чиновник
- У Ма[англ.] — лидер пяти «мертвецов» Сянси
- Ли Хао — Железная Рука Лю Тун
- Цзян Нань[кит.] — грабитель
- Лу Вэй — Ху
- Ён Чаклам[кит.] — грабитель
- Сыту Линь — Пёсик
- Чэнь Цзаньган — напарник Ху
- Цю Мин — один из «трёхглавых кобр»
- Ло Хань — повар в таверне
- Чжу Цзинь — Тайань

## Кассовые сборы
На большие экраны Гонконга лента вышла 16 декабря 1972 года. По окончании кинопроката картина собрала 337 692,9 HK$.

## Отзывы кинокритиков
Кинокритики одобрительно отзываются о киноленте. При этом некоторые из них отмечают влияние на картину режиссёра Кинга Ху, сравнивая её с такими его работами, как «Харчевня Дракона» (1967) и «Гнев» (сегмент, срежиссированный Ху, фильма под общим названием «Четыре настроения» 1970 года).
Эстер Яу, редактор книги «Hong Kong Neo-Noir», считает «Чёрную таверну» «хорошим примером нуароподобных детективных фехтовальных фильмов».